# Aphanepygus dorsalis
Aphanepygus dorsalis è un pesce estinto appartenente agli attinotterigi. Visse nel Cretaceo superiore (Cenomaniano, circa 95 milioni di anni fa) e i suoi resti fossili sono stati ritrovati in Libano.

## Descrizione
Questo pesce è noto per numerosi fossili completi ritrovati nel giacimento di Haqil, risalente al Cenomaniano inferiore. Il corpo di Aphanepygus è molto allungato e ricoperto da scaglie di tipo ganoide (coperte da smalto), che si intersecavano fra loro. Le dimensioni raggiungevano a malapena i 7 centimetri di lunghezza.
Il cranio era corto e dotato di scaglie romboidali nella zona delle guance. La pinna caudale era di forma arrotondata e di piccole dimensioni, mentre non era presente una pinna anale. 

## Classificazione
Questo pesce è stato inizialmente classificato tra i macrosemiidi, un gruppo di pesci di piccole dimensioni vicini all'origine dei teleostei. Nonostante vi siano molte similitudini con questo gruppo, uno studio più recente (Bartram, 1977) ha mostrato che Aphanepygus non può essere ascritto a questa famiglia: mancava la pinna anale e le guance possedevano curiose scaglie romboidali. In ogni caso, alcune caratteristiche craniche e una specializzazione nella squamazione indicano che Aphanepygus era più strettamente imparentato ai macrosemiidi che a qualunque altro gruppo noto, all'interno dei semionotiformi.